# 10938 Lorenzalevy
10938 Lorenzalevy (1998 SW60) là một tiểu hành tinh nằm phía ngoài của vành đai chính. Nó được đặt tên cho Lorenza Levy ở Đài thiên văn Lowell.